# BC UNICS
O BC UNICS  conhecido também como UNICS Kazan (Russo: БК "УНИКС") é um clube profissional de basquetebol sediado na cidade de Kazan, Rússia que atualmente joga a VTB United League e a EuroLiga. Foi fundado em 1991 e embora ainda não tenha conquistado nenhum título russo até 2014, já conquistou resultados expressivos como 4 vice-campeonatos da VTB League da Russia  (2001,2002,2004 e 2007) e 3 Copas da Russia (2003, 2009 e 2014).